# Goudex
Goudex est une commune française située dans l'ouest du département de la Haute-Garonne, en région Occitanie. Sur le plan historique et culturel, la commune est dans le pays de Comminges, correspondant à l’ancien comté de Comminges, circonscription de la province de Gascogne située sur les départements actuels du Gers, de la Haute-Garonne, des Hautes-Pyrénées et de l'Ariège.
Exposée à un climat océanique altéré, elle est drainée par le ruisseau d'en Moutaric et par deux autres cours d'eau. La commune possède un patrimoine naturel remarquable composé d'une zone naturelle d'intérêt écologique, faunistique et floristique.
Goudex est une commune rurale qui compte 40 habitants en 2022, après avoir connu un pic de population de 158 habitants en 1841. Ses habitants sont appelés les Goudessois ou  Goudessoises.

## Géographie

### Localisation
La commune de Goudex se trouve dans le département de la Haute-Garonne, en région Occitanie.
Elle se situe à 47 km à vol d'oiseau de Toulouse, préfecture du département, à 35 km de Saint-Gaudens, sous-préfecture, et à 22 km de Cazères, bureau centralisateur du canton de Cazères dont dépend la commune depuis 2015 pour les élections départementales.
La commune fait en outre partie du bassin de vie de L'Isle-en-Dodon.
Les communes les plus proches sont : 
Ambax (1,9 km), Montpézat (2,4 km), Mauvezin (2,7 km), Cazac (3,4 km), Saint-Araille (3,5 km), Sénarens (3,5 km), Frontignan-Savès (3,5 km), Saint-Lizier-du-Planté (4,2 km).
Sur le plan historique et culturel, Goudex fait partie des collines gasconnes du Savès, délimitées au sud et à l'est par les reliefs plus marqués des collines du Comminges, annonciatrices de la chaîne des Pyrénées, qui se dévoile pleinement depuis les coteaux ou les vallées. Ce territoire s'organise autour de la large vallée de la Save, dont la confluence avec les autres vallées majeures que sont la Gesse et l’Aussoue, s'opère au nord,.
Les communes limitrophes sont  Ambax, Mauvezin, Montpezat, Saint-Lizier-du-Planté et Sénarens.
| Saint-Lizier-du-Planté (Gers) |        | Montpézat (Gers) |
| Mauvezin                      | Goudex |                  |
| Ambax                         |        | Sénarens         |

### Géologie et relief
La superficie de la commune est de 261 hectares ; son altitude varie de 214  à   350 mètres.

### Hydrographie

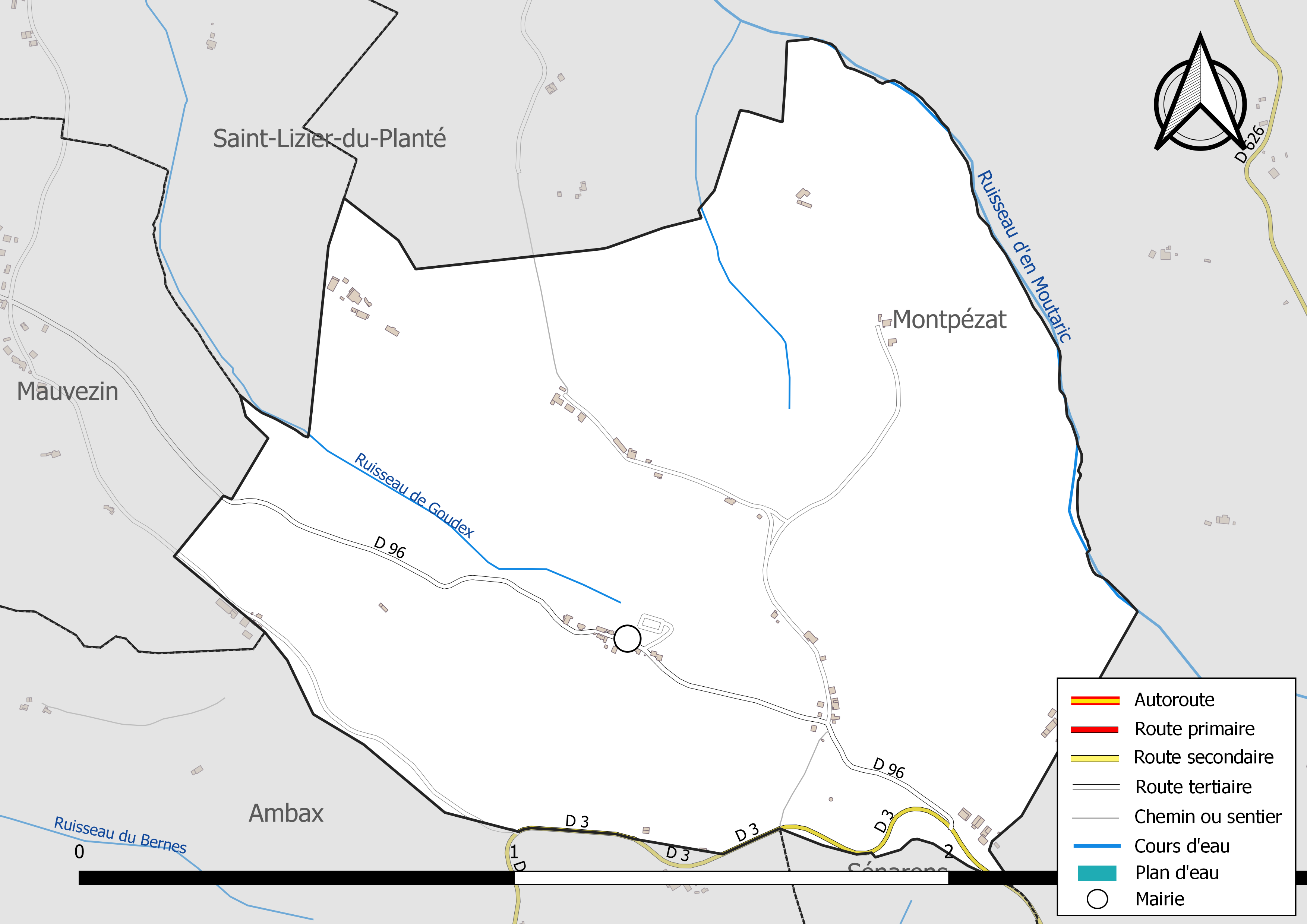
Réseaux hydrographique et routier de Goudex.

La commune est dans le bassin de la Garonne, au sein du bassin hydrographique Adour-Garonne. Elle est drainée par le ruisseau d'en Moutaric, le ruisseau de Goudex et par un petit cours d'eau, constituant un réseau hydrographique de 2 km de longueur totale,.

### Climat
Pour des articles plus généraux, voir Climat de l'Occitanie et Climat de la Haute-Garonne.
En 2010, le climat de la commune est de type climat océanique altéré, selon une étude s'appuyant sur une série de données couvrant la période 1971-2000. En 2020, Météo-France publie une typologie des climats de la France métropolitaine dans laquelle la commune est toujours exposée à un climat océanique altéré et est dans la région climatique Aquitaine, Gascogne, caractérisée par une pluviométrie abondante au printemps, modérée en automne, un faible ensoleillement au printemps, un été chaud (19,5 °C), des vents faibles, des brouillards fréquents en automne et en hiver et des orages fréquents en été (15 à 20 jours).
Pour la période 1971-2000, la température annuelle moyenne est de 12,4 °C, avec une amplitude thermique annuelle de 15,4 °C. Le cumul annuel moyen de précipitations est de 788 mm, avec 9,4 jours de précipitations en janvier et 6,4 jours en juillet. Pour la période 1991-2020, la température moyenne annuelle observée sur la station météorologique la plus proche, située sur la commune de Palaminy à 21 km à vol d'oiseau, est de 13,2 °C et le cumul annuel moyen de précipitations est de 715,2 mm,. Pour l'avenir, les paramètres climatiques de la commune estimés pour 2050 selon différents scénarios d'émission de gaz à effet de serre sont consultables sur un site dédié publié par Météo-France en novembre 2022.

### Milieux naturels et biodiversité

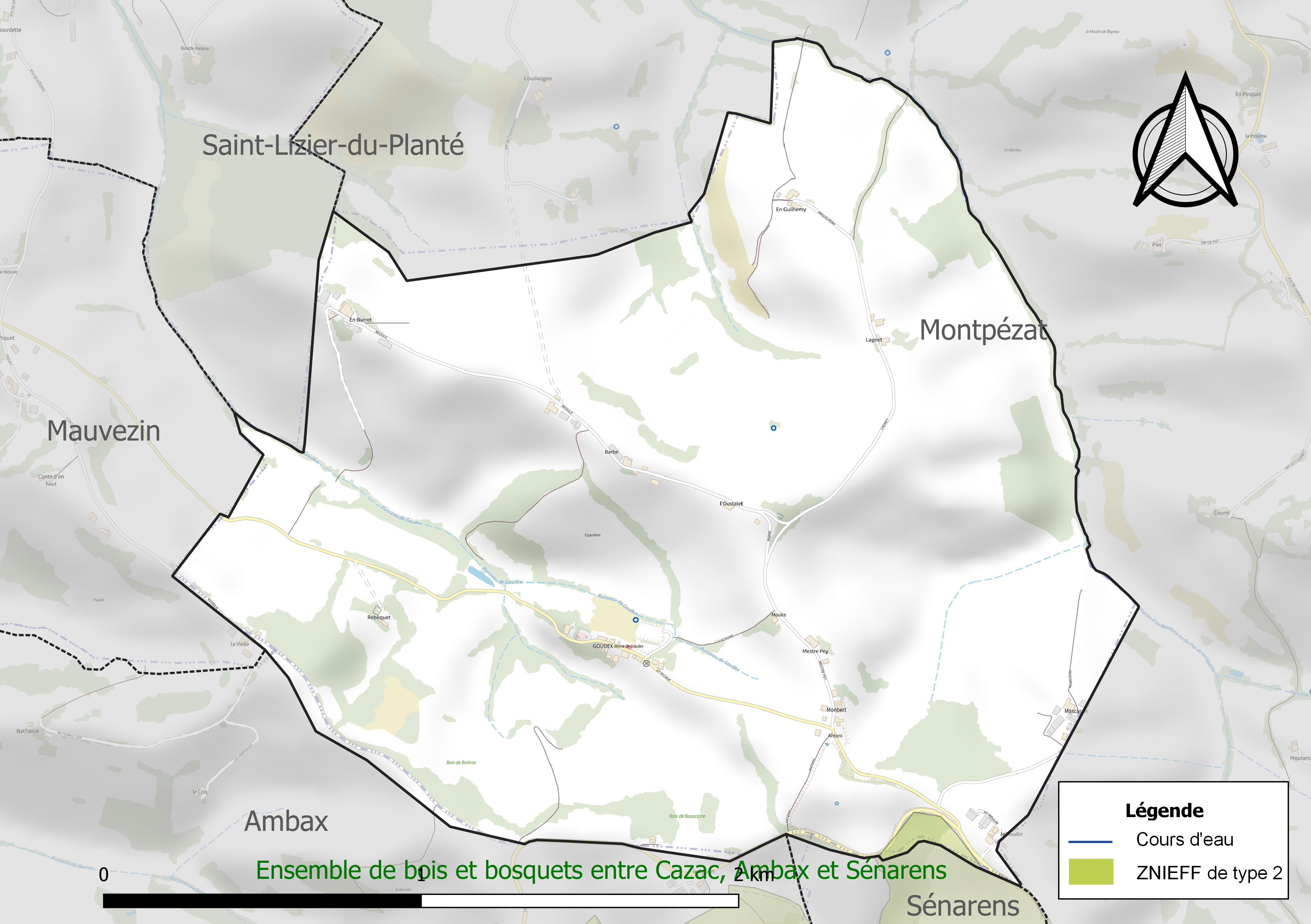
Carte de la ZNIEFF de type 2 localisée sur la commune.

L’inventaire des zones naturelles d'intérêt écologique, faunistique et floristique (ZNIEFF) a pour objectif de réaliser une couverture des zones les plus intéressantes sur le plan écologique, essentiellement dans la perspective d’améliorer la connaissance du patrimoine naturel national et de fournir aux différents décideurs un outil d’aide à la prise en compte de l’environnement dans l’aménagement du territoire.
Une ZNIEFF de type 2 est recensée sur la commune :
l'« ensemble de bois et bosquets entre Cazac, Ambax et Sénarens » (961 ha), couvrant 8 communes dont sept dans la Haute-Garonne et une dans le Gers.

## Urbanisme

### Typologie
Au 1er janvier 2024, Goudex est catégorisée commune rurale à habitat très dispersé, selon la nouvelle grille communale de densité à sept niveaux définie par l'Insee en 2022.
Elle est située hors unité urbaine et hors attraction des villes,.

### Occupation des sols
L'occupation des sols de la commune, telle qu'elle ressort de la base de données européenne d’occupation biophysique des sols Corine Land Cover (CLC), est marquée par l'importance des territoires agricoles (97,1 % en 2018), une proportion identique à celle de 1990 (97,1 %). La répartition détaillée en 2018 est la suivante : 
prairies (65,7 %), terres arables (31,4 %), forêts (2,9 %). L'évolution de l’occupation des sols de la commune et de ses infrastructures peut être observée sur les différentes représentations cartographiques du territoire : la carte de Cassini (XVIIIe siècle), la carte d'état-major (1820-1866) et les cartes ou photos aériennes de l'IGN pour la période actuelle (1950 à aujourd'hui).

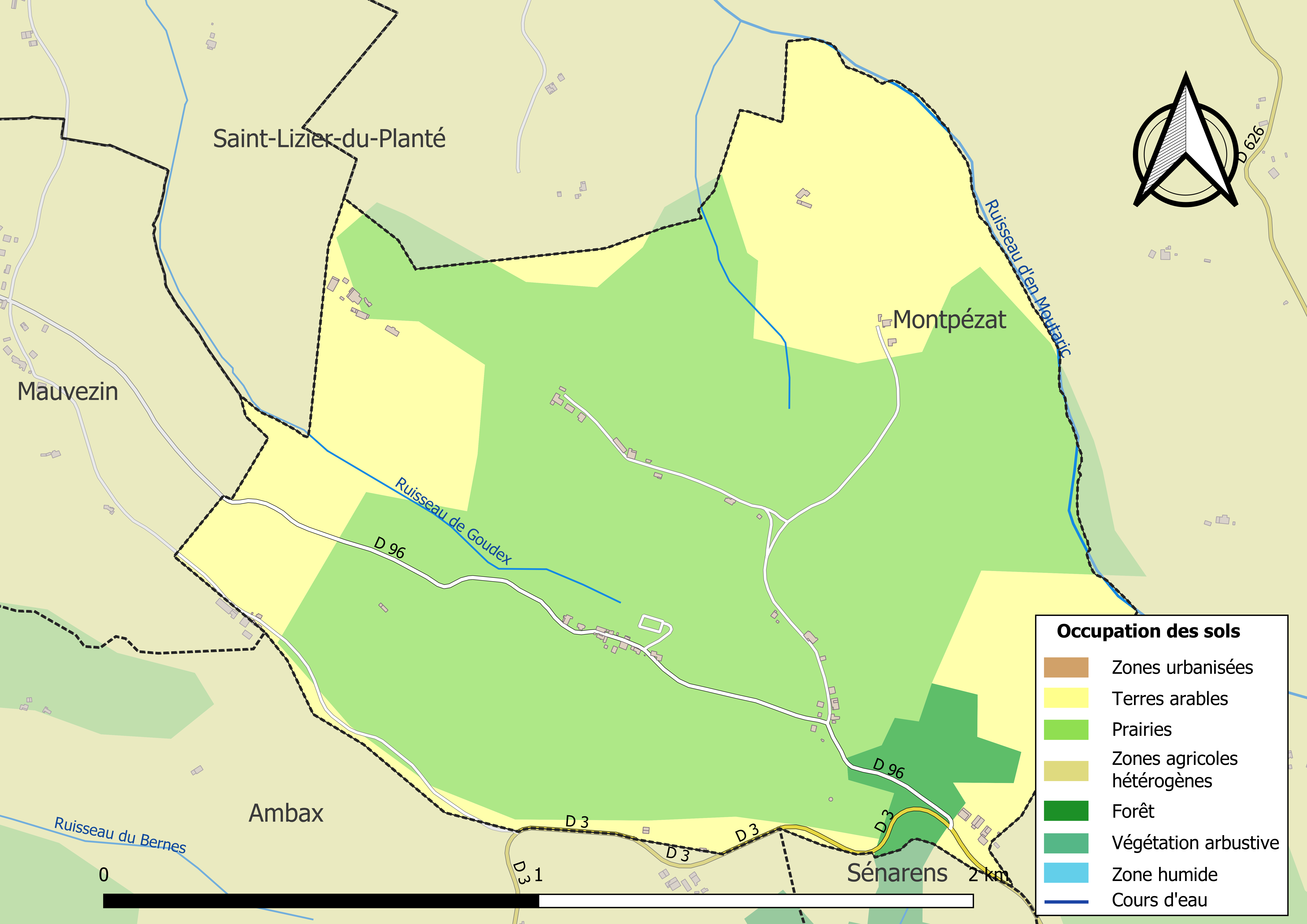
Carte des infrastructures et de l'occupation des sols de la commune en 2018 (CLC).

### Morphologie urbaine
La commune comprend un habitat dispersé.

### Risques naturels et technologiques
Goudex se situe en zone de sismicité 2 (sismicité faible).

### Voies de communication et transports
Accès avec la ligne régulière de transport interurbain du réseau Arc-en-ciel (anciennement SEMVAT).

## Politique et administration

### Administration municipale
Le nombre d'habitants au recensement de 2011 étant compris entre 0 et 99, le nombre de membres du conseil municipal pour l'élection de 2014 est de sept,.

### Rattachements administratifs et électoraux
Commune faisant partie de la huitième circonscription de la Haute-Garonne, de la communauté de communes Cœur et Coteaux du Comminges et du canton de Cazères (avant le redécoupage départemental de 2014, Goudex faisait partie de l'ex-canton de L'Isle-en-Dodon et avant le 1er janvier 2017, de la communauté de communes des Portes du Comminges).

### Liste des maires
| Période                                  | Période  | Identité        | Étiquette | Qualité              |
| ---------------------------------------- | -------- | --------------- | --------- | -------------------- |
| mars 1983                                | 2020     | Moïse Ducasse   | ex-UDF    | Agriculteur retraité |
| 2020                                     | En cours | Laurent Manavit |           |                      |
| Les données manquantes sont à compléter. |          |                 |           |                      |

## Population et société

### Démographie
L'évolution du nombre d'habitants est connue à travers les recensements de la population effectués dans la commune depuis 1793. Pour les communes de moins de 10 000 habitants, une enquête de recensement portant sur toute la population est réalisée tous les cinq ans, les populations de référence des années intermédiaires étant quant à elles estimées par interpolation ou extrapolation. Pour la commune, le premier recensement exhaustif entrant dans le cadre du nouveau dispositif a été réalisé en 2008.

En 2022, la commune comptait 40 habitants, en évolution de −20 % par rapport à 2016 (Haute-Garonne : +8,02 %, France hors Mayotte : +2,11 %).
| 1793 | 1800 | 1806 | 1821 | 1831 | 1836 | 1841 | 1846 | 1851 |
| ---- | ---- | ---- | ---- | ---- | ---- | ---- | ---- | ---- |
| 120  | 122  | 141  | 138  | 130  | 142  | 158  | 142  | 142  |

| 1856 | 1861 | 1866 | 1872 | 1876 | 1881 | 1886 | 1891 | 1896 |
| ---- | ---- | ---- | ---- | ---- | ---- | ---- | ---- | ---- |
| 124  | 104  | 129  | 120  | 108  | 116  | 95   | 101  | 106  |

| 1901 | 1906 | 1911 | 1921 | 1926 | 1931 | 1936 | 1946 | 1954 |
| ---- | ---- | ---- | ---- | ---- | ---- | ---- | ---- | ---- |
| 94   | 83   | 87   | 72   | 73   | 57   | 69   | 72   | 63   |

| 1962 | 1968 | 1975 | 1982 | 1990 | 1999 | 2006 | 2008 | 2013 |
| ---- | ---- | ---- | ---- | ---- | ---- | ---- | ---- | ---- |
| 52   | 54   | 47   | 48   | 47   | 43   | 41   | 41   | 49   |

| 2018 | 2022 | - | - | - | - | - | - | - |
| ---- | ---- | - | - | - | - | - | - | - |
| 44   | 40   | - | - | - | - | - | - | - |

| selon la population municipale des années : | 1968 | 1975 | 1982 | 1990 | 1999 | 2006 | 2009 | 2013 |
| Rang de la commune dans le département      | 563  | 521  | 550  | 561  | 531  | 563  | 564  | 554  |
| Nombre de communes du département           | 592  | 582  | 586  | 588  | 588  | 588  | 589  | 589  |

### Enseignement
Goudex fait partie de l'académie de Toulouse.

### Activités sportives
Chasse, randonnée pédestre.

## Économie

### Emploi
|                | 2008  | 2013   | 2018  |
| -------------- | ----- | ------ | ----- |
| Commune        | 3,7 % | 14,8 % | 8,7 % |
| Département    | 7,7 % | 9,6 %  | 9,3 % |
| France entière | 8,3 % | 10 %   | 10 %  |

En 2018, la population âgée de 15 à 64 ans s'élève à 23 personnes, parmi lesquelles on compte 100 % d'actifs (91,3 % ayant un emploi et 8,7 % de chômeurs) et 0 % d'inactifs,. Depuis 2008, le taux de chômage communal (au sens du recensement) des 15-64 ans est inférieur à celui de la France et du département.
La commune est hors attraction des villes,. Elle compte 9 emplois en 2018, contre 6 en 2013 et 9 en 2008. Le nombre d'actifs ayant un emploi résidant dans la commune est de 21, soit un indicateur de concentration d'emploi de 42,8 % et un taux d'activité parmi les 15 ans ou plus de 60,5 %.
Sur ces 21 actifs de 15 ans ou plus ayant un emploi, 8 travaillent dans la commune, soit 38 % des habitants. Pour se rendre au travail, 66,7 % des habitants utilisent un véhicule personnel ou de fonction à quatre roues et 33,3 % n'ont pas besoin de transport (travail au domicile).

### Activités hors agriculture
Deux établissements seulement relevant d’une activité hors champ de l’agriculture sont implantés  à Goudex au 31 décembre 2019.

### Agriculture
|               | 1988 | 2000 | 2010 | 2020 |
| ------------- | ---- | ---- | ---- | ---- |
| Exploitations | 6    | 7    | 6    | 6    |
| SAU (ha)      | 244  | 284  | 299  | 213  |

La commune est dans les « Coteaux de Gascogne », une petite région agricole occupant une partie ouest du département de la Haute-Garonne, constitué d'un relief de cuestas et de vallées peu profondes, creusés par les rivières issues du massif pyrénéen, avec une activité de polyculture et d’élevage. En 2020, l'orientation technico-économique de l'agriculture  sur la commune est la combinaisons de granivores (porcins, volailles). Six exploitations agricoles ayant leur siège dans la commune sont dénombrées lors du recensement agricole de 2020 (six en 1988). La superficie agricole utilisée est de 213 ha,,.

## Culture locale et patrimoine

### Lieux et monuments
- Église Saint-Pierre-ès-Liens, avec son clocher à campenard typique de la région.

## Pour approfondir